# اتوره گوگلیری
اتوره گوگلیری (انگلیسی: Ettore Guglieri؛ زادهٔ ۱۱ ژانویهٔ ۱۹۸۴) بازیکن فوتبال اهل ایتالیا است.